# Jean de Villiers (rugbista)
Jean de Villiers (nacido el 24 de febrero de 1981 en Paarl) es un ex-rugbista sudafricano. Comenzó su carrera como Wing, pero jugó la mayor parte de su carrera como centro. De Villiers jugó en el Western Province en la Currie Cup, los Stormers en el Super Rugby e internacionalmente para Sudáfrica, para la que fue elegido capitán en junio de 2012 hasta 2015.

## Carrera

### Clubes
El 20 de julio de 2009, se anunció que De Villiers dejaría Western Province y se uniría a Munster desde mediados de septiembre de 2009 para un contrato de un año, con opción a renovar otros dos años. El primer juego de De Villiers para la provincia fue contra Newport-Gwent Dragons en la Magners League el domingo 27 de septiembre en Musgrave Park; Munster ganó 27–3. Marcó su primer ensayo con Munster en una Heineken Cup, empatado con Treviso en Thomond Park en octubre. Munster ganó el partido 41–10 con De Villiers marcando el séptimo y último ensayo de Munster. Marcó su segundo ensayo contra Ulster en la liga Magners y el tercero contra Perpignan en la Heineken cup.
Dejó Munster y regresó a Sudáfrica a final de su temporada en 2010. En junio de 2010 firmó un contrato para jugar con Western Province en la Currie Cup de 2010 (aunque se perdió la mayor parte del torneo debido a sus deberes internacionales) así como para los Stormers en la competición inaugural de Super 15 en 2011.
Lejos del rugby internacional, De Villiers jugó en la final del Super Rugby de 2010, perdiendo con los Stormers (contra los Bulls) así como en la final de la Currie Cup de 2010, perdiendo con Western Province contra los Natal Sharks.

### Internacional

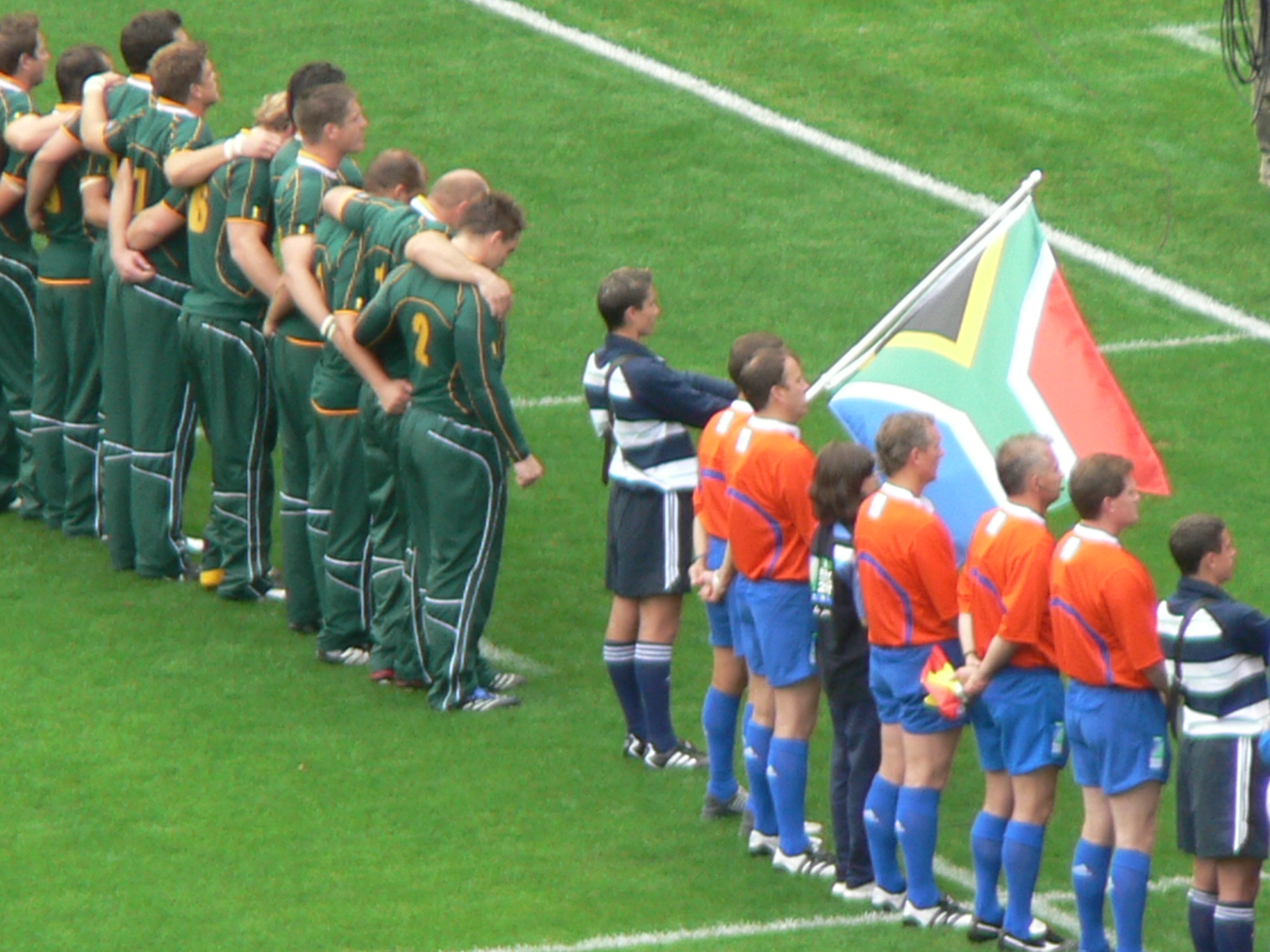
Los Springboks antes de su juego contra Nueva Zelanda

Producto del Paarl Gimnasium, la escuela de muchos futuras estrellas sudafricanas (entre ellos un anterior compañero de equipo internacional Marius Joubert y la estrella sudafricana Schalk Burger), De Villiers tuvo su primer impacto a nivel internacional en los Selección de rugby 7 de Sudáfrica, teniendo un papel principal en equipos que terminaron segundos en la Serie Mundial de Rugby 7 de 2001-2002 y tercero en los Juegos de la Mancomunidad de 2002. También en 2002, llamó la atención internacional en el juego a 15 en la Copa Mundial Sub-21, marcando cuatro ensayos en el torneo para unos victoriosos Junior Springboks.
Hizo su primera aparición con la selección absoluta en noviembre de 2002 contra Francia, pero sufrió una grave lesión de rodilla a los cinco minutos de entrar en juego. Después de recuperar la forma, se convirtió en un importante jugador para el resurgir de los Boks en 2004, lo que vio una inesperada victoria sudafricana en el Torneo de las Tres Naciones ese año. Tanto él como su anterior compañero de Paarl, Joubert, tuvieron participación consiguiendo tres ensayos cadqa uno.
De Villers ganó la Copa del Mundo con Sudáfrica en 2007, aunque se lesionó el bíceps durante el partido inaugural del torneo y no intervino más. En 2009 De Villers ganó un segundo Tres Naciones con Sudáfrica. Comenzó el primer juego como centro interior, en un partido contra Nueva Zelanda que ganó Sudáfrica 28-19. De Villiers entonces jugó el resto de los partidos marcando un try contra Nueva Zelanda en el partido en que ganaron los Boks 32-29.

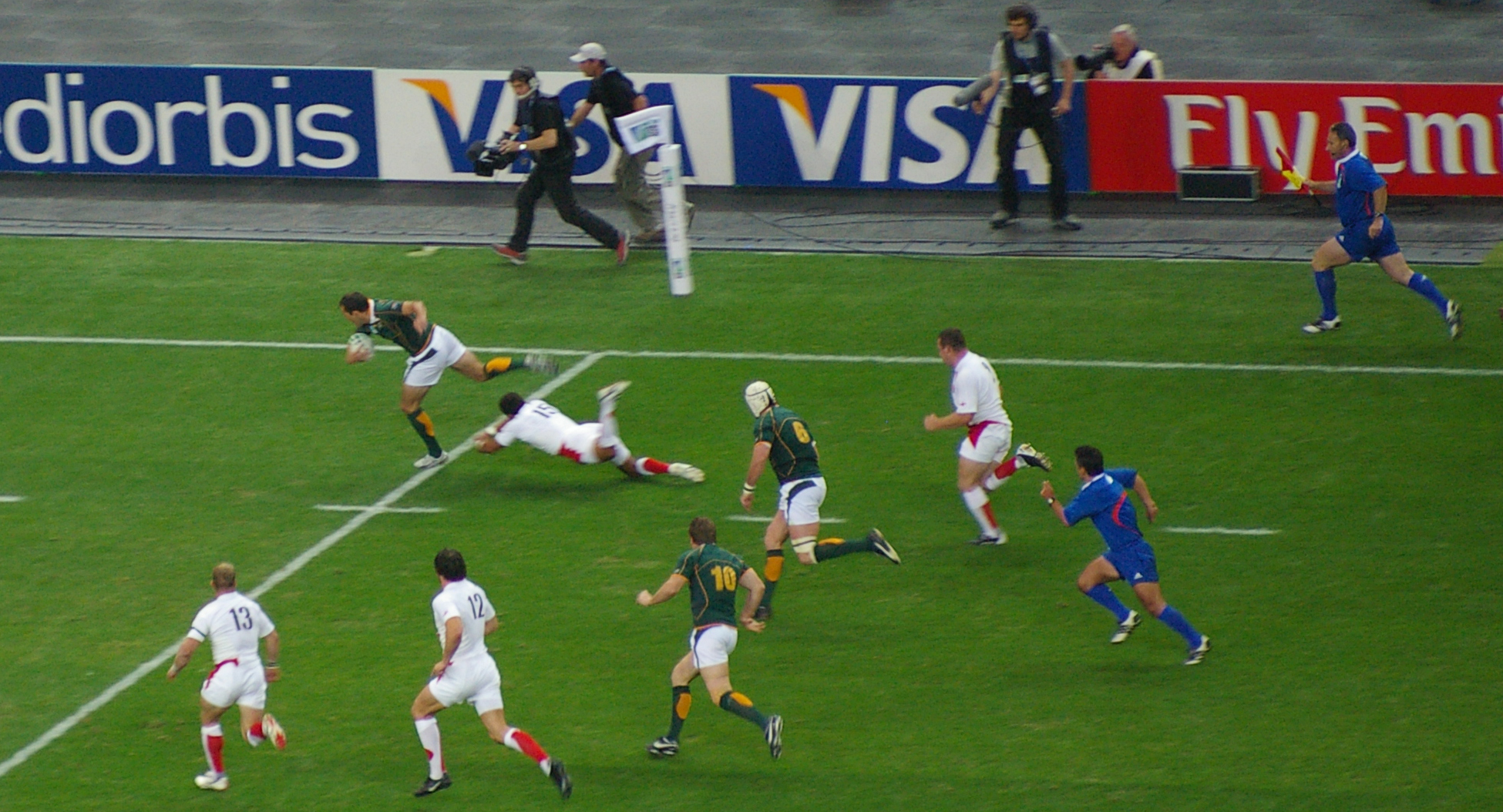
Inglaterra jugando contra Sudáfrica en la Copa del Mundo de Rugby de 2007.

Jean De Villiers comenzó el Tres Naciones de 2010 jugando en el ala derecha en que Nueva Zelanda batió a los Boks 32-12. Los All Blacks entonces los derrotaron 31-17 en un partido en que de Villiers siguió como ala derecha. Los Boks fueron entonces derrotados por los All Blacks 29-22 en un partido en que De Villiers comenzó como centro interior. Sudáfrica luego derrotó a Australia 44-31 pero perdió 41-39 el siguiente juego en que De Villiers marcó su primer ensayo en el Tres Naciones de 2010.
En noviembre de 2014 mientras jugaba contra Gales en Cardiff, sufrió una lesión que podía haber acabado con su carrera que implicó la dislocación de la rodilla izquierda con la rotura de ligamentos principales, solo la reconstrucción con ligamentos artificiales y rehabilitación le permitieron volver al juego.
En 2015 es seleccionado para formar parte de la selección sudafricana que participa en la Copa Mundial de Rugby de 2015. En el segundo partido de la fase de grupos, frente a Samoa, se fracturó la mandíbula, lo que determinó que tuviera que dejar el Mundial y adelantó su retirada del rugby internacional. Ha declarado que "Las lesiones son parte del rugby y he tenido mi cuota. La vida sigue, tengo que asumir todo y seguir adelante".

## Estadísticas
- Primer partido internacional: contra Francia el 9 de noviembre de 2002

- Total Tests: 109

- Capitán Springbok: 54.º

- Ensayos para Sudáfrica: 27

- Ensayos para los Stormers & Western Province: 58

- Total de ensayos en su carrera: 91

- Centro sudafricano con más partidos: 71 tests